# Stjernekaster
 For alternative betydninger, se Stjernekaster (flertydig). (Se også artikler, som begynder med Stjernekaster)
En stjernekaster er en slags håndholdt fyrværkeri, der ved antændelse brænder langsomt op under udsendelse af en masse klart lysende gnister. I Danmark anvendes stjernekastere ofte som julepynt og til nytårsaften.
Stjernekasteren består af en kort jerntråd belagt med en kemikalieblanding tilsat et passende bindemiddel. Blandt kemikalierne er der både stoffer, der forbrændes og stoffer, der nærer forbrændingen, lidt ligesom princippet er i sort krudt. I blandingen er der også en del små jernspåner, der antændes ved forbrændingsvarmen og kastes ud til alle sider imens de brænder op. Disse jernspåner giver stjernekasteren dens karakteristiske små stjerner.
Skønt der således står en sky af brændende jerndråber ud fra stjernekasteren, er brandfaren ikke overvældende, da massen af det smeltede jern, og dermed varmeenergien, er forsvindende lille. Bare stjernekasteren hænger frit på juletræet og ikke alt for tæt på grene og brændbar julepynt, er der normalt ingen fare. Dog skal man passe på, at man ikke kommer for tæt på med øjnene.
En udbredt skik er, at børn og barnlige sjæle tager stjernekasterne fra juletræet og holder dem i hånden, når de antændes.
En stjernekaster brænder med 1000-1600° C, alt efter, hvilke materialer, den er lavet af.
På svensk hedder det tomtebloss og på norsk stjerneskudd.